# 大田原清信
大田原 清信（おおたわら きよのぶ）は、下野大田原藩の第6代藩主。

## 生涯
天和元年（1681年）、織田吉清（第2代藩主・大田原政清の三男）の長男として生まれる。元禄12年（1699年）に第5代藩主・純清が死去したため、その養子として家督を継いだ。12月28日に従五位下・備前守に叙位・任官する。
元禄15年（1702年）11月24日に死去した。享年22。跡を従弟の扶清が継いだ。

## 系譜
父母
- 織田吉清（実父）
- 大田原純清（養父）
- 朽木稙昌の娘（養母）

正室
- 松平昌勝の娘

子女
- 大田原扶清 ー 大田原晴川の長男